# Parigi-Camembert 1995
La Parigi-Camembert 1995, cinquantaseiesima edizione della corsa e valida come evento del circuito UCI categoria 1.4, si svolse il 18 aprile 1995, per un percorso totale di 200 km. Fu vinta dal belga Andrej Čmil, al traguardo con il tempo di 5h43'22" alla media di 34,948 km/h.
Al traguardo 49 ciclisti portarono a termine la gara.

## Ordine d'arrivo (Top 10)
| Pos. | Corridore         | Squadra          | Tempo    |
| ---- | ----------------- | ---------------- | -------- |
| 1    | Andrej Čmil       | Lotto-Isoglass   | 5h43'22" |
| 2    | Laurent Brochard  | Festina-Lotus    | a 20"    |
| 3    | Michel Van Haecke | Collstrop-Lystex | s.t.     |
| 4    | Christophe Mengin | Chazal-König     | s.t.     |
| 5    | Thierry Marie     | Castorama        | s.t.     |
| 6    | Cédric Vasseur    | GAN              | s.t.     |
| 7    | Pascal Hervé      | Festina-Lotus    | s.t.     |
| 8    | Stéphane Goubert  | Festina-Lotus    | s.t.     |
| 9    | Gilles Bouvard    | Chazal-König     | a 27"    |
| 10   | Bruno Cornillet   | Chazal-König     | a 29"    |